# Вогберг, Ларс
Ларс Ма́гнус Во́гберг (норв. Lars Magnus Vågberg; род. 30 июня 1967, Соллефтео, Вестерноррланд) — шведский (до 1997 года) и норвежский кёрлингист и тренер по кёрлингу.
В составе мужской сборной Швеции участник чемпионата мира 1992, двух чемпионатов Европы (чемпионы в 1990). Двукратный чемпион Швеции среди мужчин.
В составе мужской сборной Норвегии участник зимних Олимпийских игр 2002 (олимпийский чемпион) и 2006 (заняли пятое место); участник восьми чемпионатов мира (лучший результат — серебряные призёры в 2002), четырёх чемпионатов Европы (лучший результат — чемпионы в 2005). Пятикратный чемпион Норвегии среди мужчин.
Играл в основном на позициях третьего и второго.

## Биография
До 30 лет выступал как шведский кёрлингист, а потом женился на норвежской кёрлингистке Трине Трульсен, сестре-близнеце Пола Трульсена, и перешёл в норвежский кёрлинг. Выступая уже за Норвегию, в 2002 году стал чемпионом зимних Олимпийских игр.
Их с Триной сын Магнус Вогберг — тоже кёрлингист, в числе прочего, чемпион Норвегии среди мужчин 2018 года.

## Достижения
- Зимние Олимпийские игры: золото (2002).
- Чемпионат мира по кёрлингу среди мужчин: серебро (2002); бронза (2001, 2003).
- Чемпионат Европы по кёрлингу: золото (1990, 2005); бронза (1994, 2004).
- Континентальный Кубок по кёрлингу (в составе команды Европы/Мира): золото (2003, 2006), серебро (2002).
- Чемпионат Швеции по кёрлингу среди мужчин: золото (1990, 1994).[1]
- Чемпионат Норвегии по кёрлингу среди мужчин: золото (1997, 1997, 2001, 2002, 2005).

## Команды
| Сезон    | Четвёртый           | Третий               | Второй               | Первый               | Запасной                                       | Турниры                      |
| -------- | ------------------- | -------------------- | -------------------- | -------------------- | ---------------------------------------------- | ---------------------------- |
| Швеция   |                     |                      |                      |                      |                                                |                              |
| 1989—90  | Микаэль Хассельборг | Ханс Нурдин          | Ларс Вогберг         | Стефан Хассельборг   |                                                | ЧШМ 1990                     |
| 1990—91  | Микаэль Хассельборг | Ханс Нурдин          | Ларс Вогберг         | Стефан Хассельборг   |                                                | ЧЕ 1990                      |
| 1991—92  | Микаэль Хассельборг | Ханс Нурдин          | Ларс Вогберг         | Стефан Хассельборг   | Ларс-Оке Нурдстрём                             | ЧМ 1992 (7 место)            |
| 1993—94  | Микаэль Хассельборг | Ханс Нурдин          | Ларс Вогберг         | Стефан Хассельборг   |                                                | ЧШМ 1994                     |
| 1994—95  | Микаэль Хассельборг | Ханс Нурдин          | Ларс Вогберг         | Стефан Хассельборг   | Ларс-Оке Нурдстрём тренер: Ян Страндлунд       | ЧЕ 1994                      |
| Норвегия |                     |                      |                      |                      |                                                |                              |
| 1996—97  | Пол Трульсен        | Ларс Вогберг         | Бент Онунн Рамсфьелл | Кнут Ивар Моэ        | Мортен Хальса                                  | ЧНМ 1997 · ЧМ 1997 (7 место) |
| 1998—99  | Пол Трульсен        | Ларс Вогберг         | Флемминг Давангер    | Бент Онунн Рамсфьелл | Томас Ульсруд тренер: Оле Ингвальдсен          | ЧМ 1999 (5 место)            |
| 1999—00  | Пол Трульсен        | Ларс Вогберг         | Флемминг Давангер    | Бент Онунн Рамсфьелл | Оле Ингвальдсен                                | ЧЕ 1999 (5 место)            |
| 1999—00  | Пол Трульсен        | Ларс Вогберг         | Флемминг Давангер    | Бент Онунн Рамсфьелл | Ян Торесен тренер: Оле Ингвальдсен             | ЧМ 2000 (7 место)            |
| 2000—01  | Пол Трульсен        | Ларс Вогберг         | Флемминг Давангер    | Бент Онунн Рамсфьелл | Торе Торвбротен тренер: Оле Ингвальдсен        | ЧМ 2001                      |
| 2001—02  | Пол Трульсен        | Ларс Вогберг         | Флемминг Давангер    | Бент Онунн Рамсфьелл | Торгер Нергор тренер: Оле Ингвальдсен          | ЧЕ 2001 (4 место)            |
| 2001—02  | Пол Трульсен        | Ларс Вогберг         | Флемминг Давангер    | Бент Онунн Рамсфьелл | Торгер Нергор тренер: Оле Ингвальдсен          | ЗОИ 2002                     |
| 2001—02  | Пол Трульсен        | Ларс Вогберг         | Флемминг Давангер    | Бент Онунн Рамсфьелл | Нильс Сиггорд Андерсен тренер: Оле Ингвальдсен | ЧМ 2002                      |
| 2002—03  | Пол Трульсен        | Ларс Вогберг         | Флемминг Давангер    | Бент Онунн Рамсфьелл | Нильс Сиггорд Андерсен тренер: Оле Ингвальдсен | ЧМ 2003                      |
| 2003—04  | Пол Трульсен        | Ларс Вогберг         | Флемминг Давангер    | Бент Онунн Рамсфьелл | Торгер Нергор тренер: Оле Ингвальдсен          | ЧМ 2004 (4 место)            |
| 2004—05  | Пол Трульсен        | Ларс Вогберг         | Флемминг Давангер    | Бент Онунн Рамсфьелл | Нильс Сиггорд Андерсен тренер: Оле Ингвальдсен | ЧЕ 2004 · ЧМ 2005 (4 место)  |
| 2005—06  | Пол Трульсен        | Ларс Вогберг         | Флемминг Давангер    | Бент Онунн Рамсфьелл | Торгер Нергор тренер: Оле Ингвальдсен          | ЧЕ 2005                      |
| 2005—06  | Пол Трульсен        | Ларс Вогберг         | Флемминг Давангер    | Бент Онунн Рамсфьелл | Торгер Нергор тренер: Оле Ингвальдсен          | ЗОИ 2006 (5 место)           |
| 2023—24  | Флемминг Давангер   | Бент Рамсфьелл       | Эспен де Ланге       | Ларс Вогберг         | Мортен Скёуг                                   | ЧНМ 2024 (9 место)           |
| 2023—24  | Флемминг Давангер   | Бент Онунн Рамсфьелл | Йохан Хёстмелинген   | Ларс Вогберг         | Эспен де Ланге                                 | ЧМВ 2024 (5 место)           |

(скипы выделены полужирным шрифтом)

## Результаты как тренера национальных сборных
| Год  | Турнир                                        | Сборная                | Место |
| ---- | --------------------------------------------- | ---------------------- | ----- |
| 2016 | Чемпионат мира по кёрлингу среди юниоров 2016 | Норвегия (юниоры муж.) | 5     |